# Samuel Chase
Samuel Chase (17. dubna 1741, Maryland – 19. června 1811, Maryland) byl signatářem Deklarace nezávislosti Spojených států za stát Maryland a soudcem Nejvyššího soudu Spojených států.

## Životopis
Samuel Chase byl jediným dítětem reverenda Thomase Chaseho (asi 1703–1779), který přišel do Somerset County, aby se stal knězem v novém kostele, a jeho manželky Matildy Walkerové, narozené poblíž města Princess Anne v Marylandu. Samuel se vzdělával doma. Bylo mu osmnáct, když odešel do Annapolis, kde studoval právo u právníka Johna Halla. Do advokátní komory byl přijat v roce 1761 a v Annapolis zahájil právní praxi. Jeho kolegové advokáti mu dali přezdívku “Old Bacon Face”. V květnu 1762 se Chase oženil s Ann Baldwin, dcerou Thomase a Agnes Baldwin. Samuel a Ann měli tři syny a čtyři dcery, z nichž pouze čtyři děti se dožily dospělosti. V roce 1776 Ann zemřela.
V roce 1784 odcestoval Chase do Anglie, aby vyřídil záležitosti s Bank of England. V Anglii se setkal s Hannah Kilty, dcerou Samuela Gilese, berkshireského lékaře. Téhož roku se vzali a měli dvě dcery, Hannah a Elis.

## Politická kariéra
V roce 1762 byl Chase byl vyloučen z debatního klubu Forensic Club v Annapolis pro “extrémně protizákonné a neslušné chování„. V roce 1764 byl zvolen do Maryland General Assembly, ve kterém pracoval dvacet let. V roce 1766 se dostal do sporu s řadou loajalistických členů politického zřízení v Marylandu. Walter Dulany, George Hume Steuart, starosta Annapolisu, pěstitel tabáku a loyalistický politik v koloniální Marylandu, John Brice, další loyalistický politik v Marylandu a jiní publikovali v mimořádném vydání Maryland Gazette Extraordinary z 19. června 1766 článek, ve kterém byl Chase byl obviněn že je ... „horlivý a bezohledný buřič, vůdce davů, hrubý a zapálený zlosyn, toužící po sváru a vytváření frakcí, a narušitel veřejného pořádku“. V otevřeném dopise z 18. července 1766 Chase obvinil Steuarta a ostatní z „marnivosti ... pýchy a arogance“ a z toho, že byli přivedeni k moci „ vlastnictvím majetku, shovívavostí soudů a ovlivňováním lidí, kteří toto město zamořují.“ 
Byl spoluzakladatelem revoluční organizace Anne Arundel County's Sons of Liberty  spolu se svým blízkým přítelem Williamem Pacem. Vedl opozici vůči zákonu Stamp Act 1765. Od roku 1774 až do 1776 byl členem „Annapolis Convention“ (Annapolis Convention fungoval jako provinční vláda kolonie od roku 1774 do roku 1776 během prvních dnů vedoucích k americké revoluci.) Zastupoval Maryland na kontinentálním kongresu, byl znovu zvolen v roce 1776 a podepsal Deklaraci nezávislosti Spojených států.
Na kongresu zůstal do roku 1778. Zapojení Chase do pokusu o zasahování do trhu s moukou pomocí informací získaných jeho pozicí v kongresu vedlo k tomu, že kongres opustil aby nepoškozoval jeho pověst.
V roce 1786 se Chase přestěhoval do Baltimoru, který zůstal jeho domovem po zbytek života.
V roce 1788 byl jmenován hlavním soudcem District Criminal Court (okresní trestní soud) v Baltimore a pracoval zde až do roku 1796..
V roce 1791 se stal také hlavním soudcem u Maryland General Court, pracoval zde do roku 1796.
Dne 26. ledna 1796 prezident George Washington jmenoval Chasea soudcem Nejvyššího soudu Spojených států. Chase u tohoto soudu pracoval až do své smrti 19. června 1811.
Po volbách v roce 1800 se prezident Thomas Jefferson a Demokratičtí republikáni snažili oslabit vliv federalistů na federální soudy vlády Spojených států. Chase byl obviněn ze zaujatosti a Jefferson se domníval, že by Chase měl být odvolán ze soudcovské funkce. Obvinění Sněmovny reprezentantů mělo osm bodů, přičemž všechny se týkali údajné politické zaujatosti Chase. Senát osvobodil Chase ve všech bodech obžaloby a Chase pracoval u Supreme Court (Nejvyšší soud) až do své smrti v roce 1811. Někteří historici argumentovali, že Chaseovo osvobození byl důležitý precedens pro vznikající nezávislost federálního soudnictví.

## Odkaz
V roce 1769 zahájil výstavbu panského sídla, které se stalo známým jako Chase – Lloydův dům, který prodal nedokončený v roce 1771. Dům je nyní národní kulturní památkou. Samuel Chase zemřel na infarkt v roce 1811. Je pohřben V Baltimoru na hřbitově „Old Saint Paul's Cemetery“.